# 深山黛眼蝶
深山黛眼蝶也稱深山玉帶蔭蝶、深山白帶蔭蝶、深山白條蔭蝶、深山斜帶竹眼蝶、深山竹眼蝶，是黛眼蝶屬中的一種蝴蝶。

## 分布
本種分布於中國華南、華西地區、台灣、中南半島與喜馬拉雅。台灣地區於本島中低海拔地區可見
。

## 描述
本種為中小型眼蝶，體背暗褐色，腹部較淺。前翅呈直角三角形，後翅卵形，外緣略波狀，M3脈末端具小尾突。翅背面棕褐色，前後翅外緣有淺色細線。雄蝶前翅中央具淺色斜線；雌蝶則為斜白帶，前方底色黑褐，翅端帶小白紋。兩性後翅外側皆有弧形排列的眼紋列。
翅腹面為褐色，部分區域泛紅褐色，雌蝶尤明顯。前後翅外緣具淺色細帶；前翅中室有兩條紅褐色細線，外側M1、M2、M3室各具眼紋。後翅外側同樣有弧列眼紋，黃白色細環鑲邊。中央橫越兩道紅褐線，內線筆直，外線曲折，M2室外側常見紅褐斑。翅緣毛為褐白相間。

## 生態習性
棲息於高海拔常綠闊葉林與箭竹林，一年有多个世代，成蝶飛行敏捷快速，主要於春至秋季活動。幼蟲以竹亞科玉山箭竹、包籜矢竹等為食，

## 資料來源
1. ↑  徐堉峰. . 台中市: 晨星出版社. 2013. ISBN 978-986-177-668-2.
2. 1 2  徐堉峰. . 臺灣生命大百科.   [2025-06-09].

## 外部連結
- 维基共享资源上的相關多媒體資源：深山黛眼蝶
- 維基物種上的相關：深山黛眼蝶